# Michel Dodane
Michel Dodane est un acteur, directeur artistique, metteur en scène et romancier français, né en 1954 à Besançon (Franche-Comté).
Spécialisé dans le doublage, il est connu pour être la voix française régulière de Jeffrey Nordling, Ed O'Neill (Al Bundy dans Mariés, deux enfants), Anthony LaPaglia (Jack Malone dans FBI : Portés disparus), Brian McNamara (dont American Wives) et Paul Reiser (Paul Buchman dans Dingue de toi), ainsi qu'une des voix de John C. Reilly, David Costabile et Damian Young, (dont Californication).
Au sein de l'animation, il est connu pour être depuis plus de 20 ans, la voix de Peter et Brian Griffin dans Les Griffin, (dont il a aussi assuré la direction artistique), Dr Octavius Brine / Dave dans Les Pingouins de Madagascar ou encore Shérif dans la franchise Cars.
Il est également l'interprète de plusieurs génériques français comme celui de Bob l'éponge, Les Nouvelles Aventures de Blinky Bill ou encore Michat-Michien.
Comme écrivain, il est notamment l'auteur de la saga Les Enfants de la Vouivre,.

## Biographie

### Jeunesse et formation
Né à Besançon, il a vécu vingt ans en Franche-Comté. Il suit un cursus de lettres classiques à la faculté de lettres et les cours du conservatoire d'art dramatique dans cette même ville. Pour deux saisons, il joue des pièces de Molière, Beaumarchais et Ionesco,,,,.
À Paris, il a suivi les cours de Jean-Laurent Cochet puis entre à l'école d'arts et spectacles de la rue Blanche et commence à tourner pour la télévision,.

### Carrière d'acteur
Il commence sa carrière de comédien en interprétant de nombreux rôles au théâtre et en jouant à la télévision. C'est lors d'une pièce de théâtre qu'il fait la connaissance de plusieurs comédiens pratiquant le doublage qui lui proposent de faire un essai. Fort de cette expérience, il s'orientera rapidement vers ce domaine. Il devient par la suite la voix française de nombreux acteurs de séries et de films comme Jeffrey Nordling, Ed O'Neill (dont Al Bundy dans Mariés, deux enfants et Jay Pritchett dans Modern Family), Anthony LaPaglia (dont Jack Malone dans FBI : Portés disparus,), Brian McNamara (dont American Wives) et Paul Reiser (dont Paul Buchman dans Dingue de toi), ainsi qu'une des voix de John C. Reilly, David Costabile et Damian Young, (dont Californication).
Il est aussi connu dans l'animation pour être depuis plus de 20 ans, la voix de Peter et Brian Griffin dans Les Griffin (dont il a aussi assuré la codirection artistique), il sera notamment l'un des invités des youtubeurs Mcfly et Carlito. Il prête également sa voix à plusieurs personnages dans la série Les Dalton, au Dr Octavius Brine / Dave dans Les Pingouins de Madagascar ou encore à Shérif dans la franchise Cars.

### Comme romancier
Passionné d'écriture, il écrit, en collaboration avec Christian Eclimont, des textes et sketches au café-théâtre et au cabaret. Il écrit aussi pour la radio (France Inter), d'abord un feuilleton en collaboration avec Louis Rognoni, puis des se tounera vers des feuilletons dramatiques,. Pour le théâtre, il écrit L'Argent de Dieu, interprété notamment par Juliette Binoche et une comédie, Les Surgelés, avec Marc de Jonge,.
En 2004, il publie son premier roman, intitulé Les Enfants de la Vouivre, aux éditions Albin Michel, ayant obtenu le Prix Louis Pergaud 2004,. Il sortira deux autres volumes, Les Herbes noires et La Malédiction des Mouthier. En 2012, il réalisera une séance de dédicace de son premier roman.

### Autre
Il est aussi chanteur, récitals à Paris, Kibele, le passage vers les étoiles. La sortie d'un album est prévue, intitulé Adrénalune[réf. nécessaire].

## Théâtre
- 1976 : Armande Béjart reçoit... d'après Molière, mise en scène de Jean-Pierre Fontaine, Musée d'art et d'histoire de Meudon (Meudon)
- 1983 : Donnez-moi signe de vie de Henri Mitton, mise en scène par Jean-Claude Arnaud, théâtre du Tourtour
- 1983-1984 : Restaurant de nuit de Michel Bedetti, au théâtre de poche Montparnasse
- 1984 : Les Marchands de gloire de Marcel Pagnol, mise en scène de Jean Rougerie, Comédie de Paris (Paris)
- 1986 : Un fil à la patte de George Feydeau, mise en scène de Jean Rougerie, Festival d'Automne de Saint-Cloud (Saint-Cloud)
- 1987 : Moi, moi et moi de Henri Mitton, mise en scène par Georges Vitaly, théâtre du Lucernaire
- 1988 : Le Rebelle de Jean-Michel Guenassia, mise en scène par Jean Rougerie, théâtre Tristan-Bernard
- 1988 : Twain et Groucho, père et fils d'après Mark Twain, mise en scène de Christine Théry, Théâtre Firmin-Gémier (Antony)
- 1989 : L'Avare de Molière, mise en scène par Jacques Mauclair, au théâtre du Marais - Molière du meilleur spectacle privé
- 1990 : Drôle de goûter d'après Boris Vian, à la comédie de Paris, mise en scène par Gérard Maro
- 1991 : Les Patients de Jacques Audiberti, mise en scène par Georges Vitali, au Petit Montparnasse

## Publications
- 2004 : Les Enfants de la vouivre (prix Louis Pergaud)
- 2006 : Les Enfants de la vouivre, t. 2 : Les Herbes noires
- 2007 : Les Enfants de la vouivre, t. 3 : La Malédiction des Mouthier
- 2009 : Le Secret de Maxime Navarre
- 2012 : Le Forgeron de la jonvelle (prix Marcel Grancher)
- 2013 : Retour à Champfontaine

Sketches pour le cabaret, le café-théâtre, la radio.
- Le Fantôme de la tour Eiffel, feuilleton radiophonique (France Inter), avec Maurice Biraud, Philippe Clay, Mylène Demongeot, Étienne Bierry, en collaboration avec Louis Rognoni.
- L'Argent de Dieu, drame, au Point Virgule, avec Juliette Binoche, Jean-Bernard Feitussi, Christian Pernot, Christian Aubert.
- Les Surgelés, opéra-bouffe, au théâtre du Point-Virgule. Avec Marc de Jonge, Véronique Demonge, Mona Mauclair, Michel Mella.
- Ainsi naquit l'ornithorynque, fantaisie, avec Georges Salmon, Michel Dodane.

## Filmographie

### Cinéma
- 2000 : Meilleur Espoir féminin de Gérard Jugnot : le garçon 2
- 2002 : Monsieur Batignole de Gérard Jugnot : le voisin de train

### Télévision
- 1976 : Les Mystères de Loudun de Gérard Vergez
- 1981 : Blanc, bleu, rouge : Gildas Malouin le prêtre
- 1984 : Au théâtre ce soir : Pomme, pomme, pomme de Jacques Audiberti, mise en scène par Georges Vitaly, réalisation Pierre Sabbagh, théâtre Marigny
- 2001 : La Route de la mort : Un client
- Nombreuses émissions d'humour avec Georges Folgoas, Michel Lancelot, Philippe Bouvard, Guy Lux, Patrick Sébastien

## Doublage
Sources : RS Doublage et Doublage Séries Database
Les dates inscrites en italique correspondent aux sorties initiales des films dont Michel Dodane a assuré le redoublage ou le doublage tardif.

### Cinéma

#### Films
- Daniel Stern dans (4 films) :
  - Leviathan (1989) : Buzz « Sixpack » Parrish
  - La Vie, l'Amour, les Vaches (1991) : Phil Berquist
  - L'Or de Curly (1994) : Phil Berquist
  - Game Over, Man! (2018) : Mitch
- Tim Blake Nelson dans (4 films) : 
  - Wonderland (2003) : Billy Deverell
  - Fido (2006) : Theopolis
  - Escroc(s) en herbe (2010) : Rick Bolger
  - Secret d'État (2014) : Allan Fenster
- John C. Reilly dans (4 films) :
  - Les Gardiens de la Galaxie (2014) : Rhomann Dey
  - Life After Beth (2014) : Maury Slocum
  - The Lobster (2015) : Robert
  - Holmes and Watson (2018) : Dr John Watson
- Paul Reiser dans (4 films) :
  - The Darkness (2016) : Simon Richards
  - War on Everyone : Au-dessus des lois (2017) : le lieutenant Gerry Stanton
  - Mariés... mais pas trop (2017) : Harvey
  - Horse Girl (2020) : Gary
- Tom Arnold dans :
  - Scary Scream Movie (2000) : Doogy
  - Hors limites (2001) : Henry Wayne
  - Hit and Run (2012) : Randy
- Noah Emmerich dans :
  - Trust (2010) : Al Hart
  - Warrior (2011) : Dan Taylor
  - Mariage chez les Wilde (2017) : Jimmy Darling
- Tom Butler dans :
  - Sonic, le film (2020) : le général Kenneth Walters
  - Sonic 2, le film (2022) : le général Kenneth Walters
  - Sonic 3, le film (2024) : le général Kenneth Walters
- Jeff Daniels dans :
  - La Femme du boucher (1991) : Alex Tremor
  - Le Joueur de base-ball était un espion (2018) : William J. Donnovan
- Ed O'Neill dans :
  - Les Petits Géants (1994) : Kevin O'Shea
  - Le Bon Numéro (2000) : Dick Simmons
- Michael McKean dans :
  - La Tribu Brady (1995) : Larry Dittmeyer
  - Le Gourou et les Femmes (2002) : Dwain
- Stephen Fry dans :
  - Préjudice (1998) : Pinder
  - Sherlock Holmes : Jeu d'ombres (2012) : Mycroft Holmes
- Peter Stormare dans :
  - American Campers (2001) : Oberon
  - Birth (2004) : Clifford
- Nick Offerman dans :
  - 21 Jump Street (2012) : chef Hardy
  - 22 Jump Street (2015) : chef Hardy
- Rick Chambers dans :
  - American Nightmare 2 (2014) : un présentateur télé
  - Night Call (2014) : Ben Waterman, présentateur de KWLA
- Anthony LaPaglia dans :
  - Holding the Man (2015) : Bob Caleo
  - Annabelle 2 : La Création du mal (2017) : Samuel Mullins
- David Costabile dans :
  - The Dirt (2019) : Doc McGhee
  - Snack Shack (en) (2024) : Judge Carter
- 1942[n 1] : Fantômes déchaînés : voix diverses (2e doublage)
- 1977[n 2] : La Fièvre du samedi soir : le DJ (Monty Rock III) (2e doublage)
- 1978[n 3] : The Wiz : The Wiz / Herman Smith (Richard Pryor) (2e doublage)
- 1979[n 4] : La Dernière Chevalerie : Pray (Fung Hark-on)
- 1981[n 5] : La Grande Aventure des Muppets : Nicky Holiday (Charles Grodin)
- 1981[n 6] : 13 Morts et demi : le proviseur Harlow Hebrew Peters (Joe Talarowski) (2e doublage)
- 1986 : Short Circuit : Numéro 2 (Bill L. Norton)
- 1987 : World Gone Wild : Derek Abernathy (Adam Ant)
- 1988 : Mississippi Burning : l'agent Bird (Kevin Dunn)
- 1989 : Turner et Hooch : Harley McCabe (Ebbe Roe Smith)
- 1990 : Le Bûcher des vanités : Pollard Browning (Kurt Fuller)
- 1990 : La Créature du cimetière : Jason Reed (Jonathan Emerson)
- 1991 : My Girl : Charles (Kristian Truelsen)
- 1991 : Edward aux mains d'argent : l'animateur TV (John Davidson)
- 1992 : Bodyguard : le présentateur des Oscars (Robert Wuhl)
- 1992 : Man Trouble : Laurence Moncreif (Saul Rubinek)
- 1992 : Les Experts : Dick Gordon (Timothy Busfield)
- 1992 : Arrête ou ma mère va tirer ! : l'inspecteur Ross (J. Kenneth Campbell)
- 1993 : Super Mario Bros. : Spike (Richard Edson)
- 1994 : Apollo 13 : Dr Chuck (Christian Clemenson)
- 1994 : Corrina, Corrina : Sid (Larry Miller)
- 1994 : Danger immédiat : Dan Murray, agent du FBI (Tim Grimm)
- 1994 : Y a-t-il un flic pour sauver Hollywood? : le réalisateur des Oscars (Joe Grifasi)
- 1995 : For Better or Worse : Reggie Makeshift (James Woods)
- 1995 : Ace Ventura en Afrique : Gahjii, le chasseur (Bruce Spence)
- 1996 : Rock : Lonnie (Xander Berkeley)
- 1996 : Dangereuse Alliance : M. Thepot (Endre Hules)
- 1996 : Pour l'amour de l'art : Francis O'Brien (Denis Leary)
- 1996 : La Rançon : M. Caine (Michael Countryman)
- 1998 : Very Bad Things : Robert Boyd (Christian Slater)
- 1999 : Le monde ne suffit pas : Renard (Robert Carlyle)
- 1999 : Astérix et Obélix contre César : un légionnaire romain
- 2000 : Cut : Lossman (Geoff Revell)
- 2002 : John Q : Tuck Lampley (Paul Johansson)
- 2002 : Au service de Sara : Vernon (Terry Crews)
- 2003 : Bad Santa : Bob Chipeska (John Ritter)
- 2003 : Confidence : Miles (Brian Van Holt)
- 2003 : Cube 2 : Jerry Whitehall (Neil Crone)
- 2003 : Inspecteur Gadget 2 : l'inspecteur Gadget (French Stewart)
- 2003 : Memories of Murder : l'inspecteur Park Doo-man (Song Kang-ho)
- 2004 : Cabin Fever : Tommy (Hal Courtney)
- 2004 : The Football Factory : Billy Bright (Frank Harper)
- 2004 : Cube Zero : Dodd (David Huband)
- 2004 : Le Jour d'après : Jeremy (Tom Rooney)
- 2005 : Dérapage : Sam Griffin (David Morrissey)
- 2005 : Les Bienfaits de la colère : Adam « Ship » Goodman (Mike Binder)
- 2005 : Casanova : Lupo (Omid Djalili)
- 2005 : Zig Zag, l'étalon zébré : le commentataire [Qui ?]
- 2006 : World Trade Center : l'inspecteur Fields (Jude Ciccolella)
- 2006 : Tenacious D et le Médiator du destin : Lee (JR Reed)
- 2006 : The Last Show : lui-même (Garrison Keillor)
- 2007 : American Gangster : Joey Sadano (Ritchie Coster)
- 2007 : Bande de sauvages : Earl Dooble (Jason Skylar) et Buck Dooble (Randy Skylar)
- 2007 : Sweeney Todd : Le Diabolique Barbier de Fleet Street : voix additionnelles
- 2008 : Harold et Kumar s'évadent de Guantanamo : George W. Bush (James Adomian)
- 2008 : Le Monde de Narnia : Le Prince Caspian : Chasseur-de-Truffes le blaireau (Ken Stott)
- 2008 : Starship Troopers 3 : le sky marshal Omar Anoké (Stephen Hogan)
- 2008 : Very Big Stress : Dr Knob (John Keister)
- 2009 : 17 ans encore : le coach Murphy (Jim Gaffigan)
- 2010 : Bad Cop : le capitaine Trahan (Tom Berenger)
- 2010 : The Nutcracker in 3D : Guielguld (Peter Elliott)
- 2010 : Hors de contrôle : Jack Bennett (Danny Huston)
- 2010 : Fighter : Mickey O'Keefe (Mickey O'Keefe)
- 2011 : Pirates des Caraïbes : La Fontaine de jouvence : le roi George II (Richard Griffiths)
- 2011 : Cheval de guerre : Si Easton (Gary Lydon (en))
- 2012 : Lincoln : William Hutton (David Warshofsky)
- 2013 : White House Down : l'agent Ted Hope (Jake Weber)
- 2013 : American Bluff : Stoddard Thorsen (Louis C. K.)
- 2013 : Lone Ranger : Naissance d'un héros : le forain au début du film [Qui ?]
- 2013 : Hunger Games : L'Embrasement : voix additionnelles
- 2013 : American Nightmare : un journaliste [Qui ?]
- 2014 : Captain America : Le Soldat de l'hiver : le sénateur Stern (Garry Shandling)
- 2014 : Opération Muppets : Rizzo (Steve Whitmire) (voix)
- 2015 : Absolutely Anything : Headmaster (Eddie Izzard)
- 2015 : Le Pont des espions : le radiodiffuseur [Qui ?]
- 2015 : Spotlight : l'archiviste [Qui ?]
- 2016 : Mascots : Owen Golly, Sr. (Jim Piddock)
- 2017 : La Belle et la Bête : M. Jean / M. Samovar (Gerard Horan)
- 2017 : La Forme de l'eau : Général Hoyt (Nick Searcy)
- 2017 : Sidney Hall : Harold (Nathan Lane)
- 2018 : The Greatest Showman : l'homme au béret dans la rue [Qui ?]
- 2018 : Pentagon Papers : voix additionnelles
- 2018 : Le Secret des Kennedy : Robert McNamara (Clancy Brown)
- 2018 : The Front Runner : Ted Koppel [Qui ?]
- 2019 : Yesterday : Brian, le patron de Jack (Vincent Franklin)
- 2019 : Once Upon a Time… in Hollywood : voix annonce de la promotion pour la série Bounty Law (Corey Burton)
- 2019 : Maléfique : le pouvoir du mal : Nabot (Warwick Davis)
- 2019 : Le Mans 66 : un annonceur de course [Qui ?]
- 2020 : Uncut Gems : Dr Blauman (Warren Finkelstein)
- 2020 : Birds of Prey : le vendeur de la hyène [Qui ?]
- 2020 : Nightmare Island : Damon (Michael Rooker)
- 2020 : Mulan : Hua Zhou, le père de Mulan (Tzi Ma)
- 2021 : Free Guy : l'otage (Mark Lainer)
- 2021 : Cry Macho : Howard Polk (Dwight Yoakam)
- 2021 : Que souffle la romance : Harold (Barry Bostwick)
- 2021 : Being the Ricardos : Jess Oppenheimer âgé (John Rubinstein)
- 2021 : Le Bar de la Tendresse : Brian, l'éditeur du New York Times (Michael Steven Costello)
- 2021 : Nightmare Alley : le shérif Jedediah Judd (Jim Beaver)
- 2021 : Le Manoir (en) : Roland (Bruce Davison)
- 2022 : Emily the Criminal : le recruteur (John Billingsley)
- 2022 : Argentine, 1985 : ? (?)
- 2023 : Séminaire : Torbjörn (Claes Hartelius)
- 2023 : Killers of the Flower Moon : le présentateur radio (J. C. MacKenzie (en))
- 2023 : The Killer : Claybourne (Arliss Howard)
- 2024 : MaXXXine : l'évangéliste Ernest Miller (Simon Prast)
- 2024 : Gladiator 2 : Thraex (Tim McInnerny)
- 2024 : Conclave : le cardinal Sabbadin (Merab Ninidze)
- 2025 : Superman : Vasil Ghurkos (Zlatko Burić)

#### Films d'animation
- 1952[n 7] : La Petite Fleur vermeille : l'ami du père (2e doublage)
- 1985[n 1] : L'Épée de Kamui : le chef du village (2e doublage)
- 1991 : Le Petit Train bleu : Rollo
- 1999[n 4] : Mon beau sapin : voix additionnelles[13] (2e doublage)
- 2005 : L'Incroyable Histoire de Stewie Griffin : Peter Griffin et Brian Griffin
- 2006 : Barbie Mermaidia : Deep Bibble
- 2006 : Cars : Shérif
- 2006 : Desmond et la Créature du marais : Gérard
- 2006 : Monster House : voix additionnelles
- 2007 : Ratatouille : Django, le père de Rémy et d'Emile
- 2008 : Sacré Pétrin : Bob le boulanger
- 2009 : Clochette et la Pierre de lune : Grand troll / Monsieur Hibou
- 2009 : La princesse et la grenouille : un des frères Fenner
- 2011 : Cars 2  : Shérif
- 2011 : Les Aventures de Tintin : Le Secret de la Licorne : le vendeur de la Licorne
- 2012 : Jean de la Lune : le président
- 2012 : Les Mondes de Ralph : Le contrôleur de la Gare Centrale
- 2014 : Les Pingouins de Madagascar (film) : Dr Octavius Brine / Dave
- 2014 : Planes 2 : le ministre de l'intérieur
- 2015 : Objectif Lune : Jack
- 2016 : L'Âge de glace : Les Lois de l'Univers : Teddy
- 2017 : Lego Batman, le film : Mr Freeze
- 2017 : Cars 3 : Shérif
- 2018 : Cro Man : Bobnar
- 2018 : Les Indestructibles 2 : Le maire
- 2019 : Ralph 2.0 : le contrôleur
- 2019 : Dragons 3 : Le Monde caché : Gueulfor
- 2019 : La Grande Aventure Lego 2 : Alfred Pennyworth[n 8]
- 2020 : Pets United : L'union fait la force : Beezer
- 2021 : Les Bouchetrous : Wally
- 2021 : Vivo : voix additionnelles
- 2023 : Élémentaire : Ivan Dubois
- 2025 : Les Schtroumpfs, le film : voix additionnelles

### Télévision

#### Téléfilms
- Brian McNamara dans :
  - Un ex-fiancé en cadeau (2018) : Peter Collins
  - Le Secret de mon Père Noël (2022) : Gary Wallace
- Serge Houde dans :
  - Un amour de boulanger (2021) : Jean Pierre Duval
  - Amour, star et beauté (2021) : Walter Fairchild / Ted Gerard
- 1985[n 9] : La Bataille d'Endor : Noa Briqualon (Wilford Brimley) (2e doublage)
- 2001 : À la recherche de la vérité : Dr Jerry Lipman (Paul Reiser)
- 2007 : Mauvais Fils : Mark Petrocelli (Tom McBeath)
- 2012 : Underground : L'Histoire de Julian Assange : l'inspecteur Ken Roberts (Anthony LaPaglia)
- 2013 : La Fiancée des neiges : Lou Blanco (George Wyner)
- 2019 : La Gloire ou l'amour : Oscar August (Joe Gatton)
- 2021 : Mon elfe de Noël : Edward Silver (Andrew Airlie)
- 2022 : Les Olympiades de Noël : le capitaine Graves [Qui ?]
- 2022 : La Fable magique de Noël : Charles (John Prowse)

#### Téléfilm d'animation
- 2007 : Reviens, Garfield ! : Garfield (DVD)

#### Séries télévisées
- Jeffrey Nordling dans (14 séries) :
  - Deuxième Chance (1999-2002) : Jake Manning (47 épisodes)
  - Nip/Tuck (2004) : Roger (saison 2, épisode 10)
  - The Closer : L.A. enquêtes prioritaires (2005) : Hart Phillips (saison 1, épisode 9)
  - Desperate Housewives (2009-2010) : Dominick « Nick » Bolen (22 épisodes)
  - Les Experts : Manhattan (2011) : le sénateur Kirk Matthews (saison 8, épisodes 8 et 9)
  - Body of Proof (2011-2012) : Todd Fleming (8 épisodes)
  - Arrow (2012-2014) : Frank Bertinelli (3 épisodes)
  - Rake (2014) : Bruce Mangan (7 épisodes)
  - Castle (2014) : Marcus Lark (saison 7, épisode 6)
  - Esprits criminels (2014) : Jack Westbrook (saison 10, épisode 8)
  - Hawaii 5-0 (2015) : Josh Bennett (saison 5, épisode 25)
  - Motive (2015) : le chef-adjoint Earl Halford (saison 3, épisodes 12 et 13)
  - I'm Dying Up Here (2017) :  Eli Gershmann (saison 1)
  - Salvation (2017) : Daniel Hayes (saison 1)
- Ed O'Neill dans (7 séries) :
  - Mariés, deux enfants (1987-1997) : Al Bundy (2e voix, saisons 2 à 11)
  - Le Dixième Royaume (2000) : Relish, le roi des trolls (mini-série)
  - Big Apple (2001) : l'inspecteur Michael Mooney (8 épisodes)
  - Dragnet (2003-2004) : le lieutenant Joe Friday (22 épisodes)
  - Touche pas à mes filles (2005) : Matt (saison 3, épisode 15)
  - Modern Family (2009-2020) : Jay Pritchett (250 épisodes)
  - Clipped (en) (2024) : Donald Sterling (mini-série)
- Anthony LaPaglia dans (6 séries) :
  - Frasier (2000-2004) : Simon Moon (8 épisodes)
  - FBI : Portés disparus (2002-2009) : John Michael « Jack » Malone (160 épisodes)
  - Bad Blood (2017) : Vito Rizzuto (6 épisodes)
  - Riviera (2017-2019) : Constantine Clios (16 épisodes)
  - Florida Man (2023) : Sonny Valentine (mini-série)
  - Le Garçon et l'Univers (2024) : Tytus Broz (mini-série)
- Paul Kaye dans (5 séries) :
  - Un si beau monde (en) (2000-2001) : Bob Slay (13 épisodes)
  - After Life (2019-2020) : le psychiatre de Tony (12 épisodes)
  - Intimidation (2020) : Patrick Katz (mini-série)
  - Mood (2022) : Kevin (mini-série)
  - Shardlake : Détective de l'ombre (en) (2024) : Frère Jérôme (mini-série)
- Brian McNamara dans (4 séries) :
  - American Wives (2007-2013) : le general Michael Holden (117 épisodes)
  - Mentalist (2011) : Deke Hutton (saison 4, épisode 3)
  - Bones (2012) : Eric Neibling (saison 8, épisode 4)
  - Grimm (2013) : Abel Mahario (saison 3, épisode 4)
- David Costabile dans (4 séries) :
  - Suits : Avocats sur mesure (2012-2019) : Daniel Hardman (16 épisodes)
  - Dig (2015) : Tad Billingham (mini-série)
  - Billions (2016-2021 / 2023) : Mike « Wags » Wagner (voix principale, saisons 1 à 5 et 7)
  - Chargés à bloc (2023) : Wade Maddox (4 épisodes)
- Paul Reiser dans :
  - Mes deux papas (1987-1990) : Michael Taylor (60 épisodes)
  - Dingue de toi (1992-1999) : Paul Buchman (saisons 1 à 7)
  - La Méthode Kominsky (2019-2021) : Martin (12 épisodes)
- Clancy Brown dans :
  - Les Contes de la crypte (1993) : Roger Lassen (saison 5, épisode 12)
  - Emergence (2019-2020) : Ed Sawyer (13 épisodes)
  - The Penguin (2024) : Salvatore Maroni (mini-série)
- Marcus Giamatti dans :
  - Esprits criminels (2005) : Dr Barry Landman (saison 1, épisode 6)
  - Tell Me You Love Me (2007) : Jeff (3 épisodes)
  - Dr House (2009) : Jeffrey Keener (saison 6, épisode 7)
- Mark Derwin (en) dans :
  - Boston Justice (2005-2007) : Michael Eaves (3 épisodes)
  - Harry Bosch (2014-2021) : le capitaine Harvey Pounds (10 épisodes)
  - Major Crimes (2015) : David Farrell (saison 4, épisode 10)
- Andy Umberger dans :
  - Mad Men (2007) : Dr Arnold Wayne (saison 1)
  - Médium (2011) : le principal Brand (saison 7, épisode 12)
  - Castle (2011) : Johnny Rosen (saison 4, épisode 3)
- Damian Young dans :
  - Californication (2007-2011) : Bill Lewis (8 épisodes)
  - Person of Interest (2012-2013) : Pete Matheson, le thérapeute (saison 1, épisode 13 et saison 3, épisode 10)
  - Blacklist (2014) : Milton Bobbit (saison 1, épisode 18)
- Noah Emmerich dans : 
  - The Americans (2013-2018) : l'agent Stan Beeman (75 épisodes)
  - The Hot Zone (2019) : le colonel Jerry Jaax (saison 1)
  - The Spy (2019) : Dan Peleg (mini-série)
- Stuart Bowman dans :
  - Versailles (2015-2018) : Alexandre Bontemps (30 épisodes)
  - Bodyguard (2018) : Stephen Hunter-Dunn (mini-série)
  - La Mort à nu (en) (2023) : Iain Kinross (4 épisodes)
- Ken Olin dans :
  - L.A. Docs (en) (1998-1999) : Dr Roger Cattan (24 épisodes)
  - Zoo (2015-2017) : le professeur Robert Oz (10 épisodes)
- Steven Weber dans :
  - Mon ex, mon coloc et moi (2000-2001) : Jack Nagle (17 épisodes)
  - The Mindy Project (2015) : James (saison 4, épisode 10)
- Ken Tremblett dans :
  - Caitlin Montana (2000-2002) : Jim Lowe (52 épisodes)
  - Kyle XY (2006) : David Peterson (saison 1, épisodes 9 et 10)
- Willie Garson dans :
  - Stargate SG-1 (2000-2006) : Martin Lloyd (3 épisodes)
  - Special Unit 2 (2002) : Ross Bowman / Cupidon (saison 2, épisode 11)
- Stephen Tompkinson (en) dans :
  - En immersion (2001-2003) : Garth O'Hanlon (22 épisodes)
  - Vie sauvage (2006-2012) : Danny Trevanion (66 épisodes)
- Clayton Rohner dans :
  - Angel (2002) : Lee DeMarco (saison 4, épisode 3)
  - Bones (2006) : Wayne Kellogg (saison 1, épisode 17)
- Arye Gross dans :
  - Le Protecteur (2004) : M. Tilden (saison 3, épisode 14)
  - MacGyver (2018) : Dr Isaac Herman (saison 2, épisode 22)
- Alfred Molina dans :
  - New York, cour de justice (2005) : Gabriel Duvall (épisode 11)
  - New York, unité spéciale (2005) : Gabriel Duvall (saison 6, épisode 20)
- Tom Butler dans :
  - Supernatural (2006) : Harley Jorgeson (saison 1, épisode 11)
  - Chesapeake Shores (2016-2018) : Lawrence Riley (7 épisodes)
- Hart Bochner dans :
  - Starter Wife (2008) : Zach McNeill (8 épisodes)
  - Too Old to Die Young (2019) : le lieutenant (mini-série)
- Stephen Dillane dans :
  - Hunted (2012) : Rupert Keel (8 épisodes)
  - Game of Thrones (2012-2015) : Stannis Baratheon (24 épisodes)
- Nathan Lane dans :
  - The Good Wife (2012-2014) : Clarke Hayden (15 épisodes)
  - Monstres : L'histoire de Lyle et Erik Menéndez (2024) : Dominick Dunne (mini-série)
- Aidan Devine dans :
  - Covert Affairs (2013) : Deric Hughes (saison 4)
  - American Gothic (2016) : Gunther Holzman (épisodes 2 à 4)
- Eddie Izzard dans :
  - Hannibal (2013-2015) : Dr Abel Gideon (6 épisodes)
  - The Lost Symbol (2021) : Peter Solomon
- Stephen Fry dans :
  - 24 Heures chrono (2014) : le premier ministre Alastair Davies (saison 9)
  - The Dropout (2022) : Ian Gibbons (mini-série)
- James Fleet dans :
  - La Chronique des Bridgerton (2020-2022) : le roi George III (3 épisodes)
  - La Reine Charlotte : Un chapitre Bridgerton (2023) : le roi George III (mini-série)
- 1976-1981[n 10] : Le Muppet Show : Sam l'aigle (Frank Oz) (voix)
- 1987-1988 : Dynastie : Sean Rowan Anders (James Healey (en)) (23 épisodes)
- 1992-1997 : Martin : Martin Payne (Martin Lawrence) (132 épisodes)
- 1995-1996 : Une fille à scandales : Earl Donner (Jack Blessing) (18 épisodes)
- 1996 : Savannah : Brian Alexander (Scott Thompson Baker) (8 épisodes)
- 1996-2006 : Amour, Gloire et Beauté : Thorne Forrester (Winsor Harmon) (1re voix)
- 1997-2001 : Nikita : Walter (Don Francks) (96 épisodes)
- 1998 : Trois hommes sur le green : Phil (Bradley Whitford)
- 1998 : Stargate SG-1 : Hanno (David McNally) (saison 1, épisode 15) et Tonané (Rodney A. Grant) (saison 2, épisode 13)
- 1998-1999 : Susan! (en) : Jack Richmond (Judd Nelson) (2e voix, saison 3)
- 1998-2003 : Stingers : Unité secrète : le sergent Bernie Rocca (Joe Petruzzi) (46 épisodes)
- 1999-2001 : Crash Zone : Nigel Hartford (Richard Moss) (26 épisodes)
- 2000-2001 : Nikki : Martin (Steve Valentine) (16 épisodes)
- 2003 : NCIS : Enquêtes spéciales : le lieutenant-commandant Akron (Michael Lowry) (saison 1, épisode 7)
- 2006 : Monk : Howard Gordo (Scott Adsit) (saison 4, épisode 10)
- 2006 : Le Destin de Lisa : le cheikh Abdul Ben Suleiman (Christian Rogler) (5 épisodes)
- 2006 : Les Frères Scott : Bear (Conrad Goode (en)) (saison 4, épisodes 6 à 9)
- 2007 : Dr House : Cranio Surgeon, l'associé de Taub (Adam Pilver) (saison 4, épisode 7)
- 2008 / 2013 : Les Enquêtes de Murdoch : Arthur Conan Doyle (Geraint Wyn Davies (en)) (3 épisodes)
- 2009 : Castle : M. Kendall (David A. Kimball) (saison 1, épisode 3)
- 2009-2011 : Les Feux de l'amour : l'inspecteur Sid Meeks (Kevin McCorkle) (23 épisodes)
- 2009-2014 : How I Met Your Mother : Mickey Aldrin, le père de Lily (Chris Elliott) (11 épisodes)
- 2010 : Past Life : Dr Malachi Talmadge (Richard Schiff) (9 épisodes)
- 2010 : Justified : le chef-adjoint Dan Grant (Matt Craven) (1re voix - saison 1, épisode 1)
- 2010-2012 : Les Spécialistes : Rome : Dr Mimmo Carnacina (Paolo De Vita (it)) (41 épisodes)
- depuis 2010 : Inspecteur Barnaby : l'inspecteur John Barnaby (Neil Dudgeon) (57 épisodes - en cours)
- 2012-2017 : Pretty Little Liars : le pasteur Ted Wilson (Edward Kerr (en)) (11 épisodes)
- 2012-2019 : Elementary : le capitaine Thomas Gregson (Aidan Quinn) (154 épisodes)
- 2013 : Un flic d'exception : Paul Daly (Richard Kind) (3 épisodes)
- 2013-2014 : Da Vinci's Demons : Andrea Verrocchio (Allan Corduner) (11 épisodes)
- 2013-2017 : House of Cards : Bob Birch (Larry Pine) (22 épisodes)
- 2014 : Crossing Lines : le lieutenant Miles Lennon (Ray Stevenson) (saison 2)
- 2014 : Revolution : le président Jack Davis (Cotter Smith (en)) (saison 2)
- 2014 : Borgia : Lorenz Beheim (Rolf Kanies) (saison 3, épisodes 2 à 4)
- 2014-2017 : Mom : Steve (Don McManus (en)) (10 épisodes)
- 2014-2020 : Homeland : Haissam Haqqani (Numan Acar) (13 épisodes)
- 2015 : River : Tom Read (Michael Maloney) (mini-série)
- 2015 / 2017 : Master of None : Peter (Clem Cheung) (saison 1, épisode 2 et saison 2, épisode 7)
- 2016 : Crisis in Six Scenes : Al (Lewis Black) (mini-série)
- 2017 : Dynastie : Willy Santiago (David Maldonado) (saison 1)
- 2017 : Loaded : Jeff (Simon Day (en))
- 2017-2019 : The Ranch : Chuck Phillips (Jim Beaver) (12 épisodes)
- 2018 : Trial and Error : Jesse Ray Beaumont (Michael Hitchcock) (saison 2)
- 2018 : ABC contre Poirot : le sergent Yelland (Michael Shaeffer (en)) (mini-série)
- 2019-2021 : The Morning Show : Dick Lundy (Martin Short) (3 épisodes)
- 2020 : Sweet Home : An Gil-seop (Kim Kap-soo (en))
- 2020 : The Crown : Denis Thatcher (Stephen Boxer (en)) (saison 4)
- 2020-2021 : Love 101 : Necdet (Müfit Kayacan (tr)) (16 épisodes)
- 2021 : The Crew (en) : Rob (Kim Coates)
- 2021 : Zoey et son incroyable playlist : Dr Tesoro (Oscar Nuñez) (saison 2, épisodes 10 à 12)
- 2021 : Complètement à cran : Jim (Dan Ekborg) (mini-série)
- 2021 : Riverdale : Dreyfus Starkweather (John Prowse) (saison 5)
- 2021-2022 : Kevin Can F**k Himself (en) : Pete McRoberts (Brian Howe) (16 épisodes)
- depuis 2021 : The Witcher : Sigismund Dijkstra (Graham McTavish)
- 2022 : Reacher : Kliner Sr. (Currie Graham)
- 2022 : The Pentaverate : Exalted Pikeman Higgins (Richard McCabe) (mini-série)
- 2022 : Bang Bang Baby : Rino Ciccutto (Salvatore La Mantia) (4 épisodes)
- 2022 : Hot Skull : Ertem (Kubilay Karslıoğlu (tr)) (mini-série)
- depuis 2022 : Entretien avec un vampire : Daniel Molloy (Eric Bogosian)
- 2023 : You : Vic (Sean Pertwee) (saison 4)
- 2023 : La Diplomate : Miguel Ganon (Miguel Sandoval)
- 2023 : Citadel : ? (?)
- 2023 : Les Muppets Rock (en) : Tommy Chong (Tommy Chong) (épisode 4) et Weird Al Yankovic (Weird Al Yankovic) (épisode 5)
- 2023 : Dreaming Whilst Black (en) : le pasteur (Steve Furst (en)) (épisode 6)
- 2023 : Power Rangers : Cosmic Fury : Slyther (Campbell Cooley)
- 2023 : Bosch: Legacy : l'agent William Baron (Anthony Michael Hall) (saison 2)
- 2024 : Les Aventures imaginaires de Dick Turpin : John Turpin (Mark Heap)
- 2024 : Le Régime : M. Schiff (David Bamber) (mini-série)
- 2024 : Nightsleeper : Paul « Pev » Peveril (David Threlfall) (mini-série)
- 2024 : High Potential : Henry Willingham (Tom Butler) (saison 1, épisode 1)
- 2024 : Frasier (en) : Dr Frasier Crane (Kelsey Grammer) (2e voix, saison 2)

#### Séries d'animation
- 1987 : Charlotte : le chevalier
- 1990-1998 : Le Monde de Bobby : Howie Mandel, Howard Generic et le capitaine Squash
- 1993 : X-Men : Fabian Cortez (2e voix), Joe MacTaggert, Captain America
- 1994 : Spirou : l'agent de voyages (épisode 39)
- 1995-1996 : Les Rangers de l'espace : Blitz
- 1996-1999 : Spider-Man, l'homme-araignée : Black Marvel et Ben Grimm / La Chose
- 1996 : Équipières de choc : voix additionnelles
- 1997 : Jumanji : Ashton Philips (1re voix)
- 1997 : Sinbad le marin : Voix additionnelles
- 1997-1998 : Souris des villes, souris des champs : Alexandre
- 1998 : Princesse Shéhérazade : Keskes (2e voix), Abou Kir (2e voix)
- 1999 : Michat-Michien : Chat et l'interprète du générique
- 1999 : Ripley : Les Aventuriers de l'étrange : Cyril
- 1999 : Les Castors allumés : Barry l'ours
- 1999-2002 : Angry Kid : le père et Speecy (saisons 1 et 2)
- depuis 1999 : Les Griffin : Peter Griffin, Brian Griffin, Mickey McFinnigan, Vinny, Jackie Gleason
- 2000 : Dilbert : Dilbert
- 2000 : Les Nouvelles Aventures de Blinky Bill : l'interprète du générique
- 2000-2002 / 2023 : Futurama : Diable Robot (saisons 1 à 3 puis saison 8), Fishy Joe
- 2001 : Shinzo : le narrateur
- 2002 : Bob l'éponge : l'interprète du générique
- 2003 : Les plus beaux contes d'Andersen : voix diverses
- 2003 : Transformers Armada : Optimus Prime, Scavenger, le narrateur
- 2003 : Le Petit Tracteur Rouge : l'interprète du générique
- 2004 : Transformers Energon : Optimus Prime, Primus
- 2006-2008 : Drawn Together : le producteur
- 2006 : Transformers: Cybertron : Optimus Prime, Starscream, voix additionnelles
- 2007 : South Park : Peter et Brian Griffin (saison 10, épisodes 3 et 4)
- 2008-2016 : Garfield & Cie : Garfield (voix de remplacement)
- 2009-2010 : Cars Toon : Shérif (Tokyo Martin) et Stanley (Martin remonte le temps)
- 2010-2015 : Les Dalton : Emmett, Ming-Li Foo, James East et voix additionnelles
- 2010 : One Piece : Kuro (1re voix), voix diverses
- 2011-2013 : Mad : Usher et Divers personnages masculins
- 2012-2014 : La Légende de Korra : Yakone
- 2013-2014 : Star Wars: The Clone Wars : le narrateur (2e voix, saisons 5 et 6)
- 2013-2016 : Turbo FAST : Super Lézard, McGillicuddy, Turblows47, Chickipede
- 2014 : Archer (saison 1) : Wilhelm Schmeck, Skorpio
- 2015-2021 : F Is for Family : M. Goomer, M. Holtenwasser et voix additionnelles
- 2016 : Martine : Monsieur Pichon
- 2018 : La Bande à Picsou : Bradford Buzzard
- 2019 : Les Œufs verts au jambon : Snerz
- 2019[n 11] : JoJo's Bizarre Adventure : Golden Wind : le fleuriste
- 2020-2022 : Duncanville : Dick Harris
- depuis 2021 : Kamp Koral : Bob la petite éponge : voix additionnelles
- depuis 2022 : Patrick Super Star : voix additionnelles
- 2023 : Captain Fall (en) : Becker
- 2023 : My Daemon (en) : Genjiro Houjou

### Jeux vidéo
- 1999 : Winnie l'ourson : Premiers pas : Porcinet
- 2001 : Winnie l'ourson : Premières decouvertes : Porcinet
- 2004 : Rome Total War : voix diverses
- 2006 : Cars : Quatre Roues : Shérif
- 2007 : Cars : La Coupe internationale de Martin : Shérif
- 2007 : Ratatouille : Django
- 2008 : Little Big Planet : Sean Brown
- 2009 : Cars: Race-O-Rama : Shérif
- 2010 : Batman : L'Alliance des héros : Hawkman
- 2011 : The Elder Scrolls V: Skyrim : Eorlund Grisetoison, Sinmir, Harrald, Unmid, les gardes des cités et voix additionnelles
- 2012 : Kinect Héros : Une aventure Disney-Pixar : Shérif et Django
- 2015 : Bloodborne : Blood Minister / Transformed Man
- 2015 : Star Wars Battlefront : Orson Krennic
- 2019 : Age of Empires II: Definitive Edition : Athaulf, voix additionnelles
- 2020 : Final Fantasy VII Remake : voix additionnelles
- 2023 : Diablo IV : voix additionnelles
- 2024 : Final Fantasy VII Rebirth : voix additionnelles

### Direction artistique
Michel Dodane est également directeur artistique, :
Cinéma
- 2006 : Et si le Père Noël... encore une fois !

Téléfilms
- 2004 : Deep Evil : Menace Extra-terrestre
- 2007 : Intime danger
- 2009 : Un mari, un amant, un bébé

Séries télévisées
- 1986-1994 : La Loi de Los Angeles (avec Stefan Godin et Philippe Peythieu)
- 1992-1997[n 5] : Martin
- 1992-1999 : Dingue de toi
- 1998 : Trois hommes sur le green (avec Marc Bretonnière)
- 1998-2004 : Stingers : Unité secrète (avec Blanche Ravalec)
- 1999-2009 : New York, unité spéciale (saisons 1 à 10, avec Philippe Chatriot)
- 2000-2002 : Caitlin Montana
- 2000-2005 : Andromeda (avec Blanche Ravalec, Michel Bedetti et Philippe Chatriot)
- 2000-2009 : Don Matteo : Un sacré détective
- 2001-2002 : Witchblade
- 2001-2003 : En immersion
- 2001-2004 : Division d'élite (avec Claude Chantal)
- 2002-2009 : FBI : Portés disparus (avec Blanche Ravalec)
- 2003-2006 : Les Frères Scott (saisons 1 à 3, avec Claude Chantal et Blanche Ravalec)
- 2003-2009 : NCIS : Enquêtes spéciales (saisons 1 à 6, avec Érik Colin, Antoine Nouel et Philippe Chatriot)
- 2003-2010 : Nip/Tuck (avec Blanche Ravalec et Érik Colin)
- 2005-2007 : La Guerre à la maison (avec Blanche Ravalec)
- 2006 : Dossier Smith
- 2006-2012 : Vie sauvage (avec Isabelle Ganz)
- 2007-2015 : Mad Men

Séries d'animation
- depuis 1999 : Les Griffin (avec Benoît Du Pac)
- 2004 : Transformers Energon

## Voix off

### Documentaires
- National Geographic : voix off de certains documentaires

### Attractions
- Buzz Lightyer Laser Blast à Disneyland Paris : voix de Buzz l'éclair